# Октябрьский район (Ставрополь)
Октя́брьский райо́н — один из трёх районов города Ставрополя.
Расположен в центральной и северо-восточной части города. Население — 103 185 чел. (2025).

## История
Октябрьский район был образован 11 сентября 1962 года на основании Указа президиума Верховного Совета РСФСР от 26 июня 1962 года под номером 742/8, а также согласно решению Ставропольского городского Совета народных депутатов от 20 июля 1962 года № 1015.

## Население
| 1970    | 1979    | 1989     | 2002     | 2009     | 2010     | 2011    |
| ------- | ------- | -------- | -------- | -------- | -------- | ------- |
| 86 019  | ↘67 122 | ↘66 057  | ↗68 775  | ↗70 288  | ↗80 683  | ↗80 969 |
| 2012    | 2013    | 2014     | 2015     | 2016     | 2017     | 2018    |
| ↗81 544 | ↗82 815 | ↗84 154  | ↗84 394  | ↗84 846  | ↗85 170  | ↘84 554 |
| 2019    | 2020    | 2021     | 2023     | 2024     | 2025     |         |
| ↗84 935 | ↗86 851 | ↗100 595 | ↗101 232 | ↗102 553 | ↗103 185 |         |

## Органы власти
- Администрация Октябрьского района[21]

## Микрорайоны
Октябрьский район включает 6 микрорайонов (порядковые № 11 — 16), которые управляются советами микрорайонов (советами территориального общественного самоуправления)

## Экономика
На территории района расположено около двух тысяч предприятий, крупнейшие из них: «Газпром трансгаз Ставрополь», «Электроавтоматика», «Ставрополькартон», «Стеклотара», завод «Ставбытхим», «Биоком», фирма «Фрегат», завод стеновых панелей «Стройматериалы», Ставропольский мукомольный завод, Ставропольский завод поршневых колец «Стапри».